# Емма Коррін
Емма-Луїза Коррін (англ. Emma-Louise Corrin) — акторка англійського походження. Зіграла роль принцеси Діани у четвертому сезоні драматичного серіалу Netflix «Корона» у 2020 році, за який отримала премію «Золотий глобус» за найкращу жіночу роль у телесеріалі «Драма» та була номінована на премію Primetime Emmy за найкращу головну жіночу роль у драматичному серіалі.

## Молодість і освіта
Народилася 13 грудня 1995 року в Роял Танбрідж Веллсі, Кент. Її батько Кріс Коррін — бізнесмен, мати Джульєтт Коррін — логопед із Південної Африки. Емма має двох молодших братів, Ричарда й Джонті. Її родина проживає в Силі, графства Кент, поблизу Севенокса.
Коррін відвідувала римо-католицьку Волдінгемську школу у Сурреї, школу-інтернат для дівчат, де розвинула цікавість до акторської майстерності та танців. Вона взяла рік перерви, протягом якого прослухала курс про Шекспіра в Лондонській академії музики та драматичного мистецтва та стала волонтером-вчителем у школі в Книсні, Південна Африка. Вивчала драматургію в Бристольському університеті, але покинула його, щоб вивчати педагогіку англійську мову, драматургію та мистецтво в коледжі Святого Іоанна в Кембриджі з 2015 по 2018 рік.
У 2022 році Емма стала першою небінарною зіркою обкладинки журналу Vogue.

## Особисте життя
У липні 2021 року Коррін зробила камінг-аут як квір та додала займенники «she/they» у свій акаунт в Instagram, а в липні 2022 року замінила їх на «they/them». Пізніше, в інтерв'ю The New York Times заявила про свою небінарність.

## Фільмографія

### Фільми
| Films that have not yet been released | Позначає проєкти, які ще не вийшли |

| Рік  | Назва                   | Роль             | Примітки         |               |
| ---- | ----------------------- | ---------------- | ---------------- | ------------- |
| 2017 | Чезаре                  | Слюда            |                  | [ 14 ]        |
| 2018 | Мрія Алекса             | Бет              | Короткометражний | [ 15 ]        |
| 2020 | Неналежна поведінка     | Джилліан Джессап |                  | [ 16 ]        |
| 2021 | Домашній екстрасенс     | Емма             | Короткометражний | [ 17 ]        |
| 2022 | Мій поліцейський        | Меріон Тейлор    |                  | [ 18 ]        |
| 2022 | Коханець леді Чаттерлей | Леді Чаттерлей   |                  | [ 19 ]        |
| 2024 | Дедпул і Росомаха       | Кассандра Нова   |                  | [ 20 ]        |
| 2024 | Носферату               | Анна Гардінг     |                  | [ 21 ] [ 22 ] |

### Серіали
| Рік  | Назва                  | Роль                     | Примітки                   |               |
| ---- | ---------------------- | ------------------------ | -------------------------- | ------------- |
| 2019 | Грантчестер            | Естер Картер             | Епізод: «4.4»              | [ 23 ]        |
| 2019 | Пенніворт              | Есме Вінікус             | Повторювана роль (сезон 1) | [ 23 ]        |
| 2020 | Корона                 | Діана, принцеса Уельська | Головна роль (4 сезон)     | [ 24 ]        |
| 2023 | Вбивство на краю світу | Дарбі Харт               | Головна роль               | [ 25 ] [ 26 ] |

## Нагороди та номінації
| Рік  | Нагорода                           | Категорія                                                          | Робота     | Результат | Ref(s) |
| ---- | ---------------------------------- | ------------------------------------------------------------------ | ---------- | --------- | ------ |
| 2021 | Телевізійна премія Critics' Choice | Найкраща актриса в драматичному серіалі                            | Корона     | Перемога  | [ 27 ] |
| 2021 | Золотий глобус                     | Найкраща жіноча роль — Телесеріал Драма                            | Корона     | Перемога  | [ 28 ] |
| 2021 | MTV Movie & TV Awards              | Кращий виступ у шоу                                                | Корона     | Номінація | [ 29 ] |
| 2021 | Нагороди супутника                 | Найкраща актриса другого плану — серіал, міні-серіал або телефільм | Корона     | Номінація | [ 30 ] |
| 2021 | Премія Гільдії кіноакторів         | Видатна гра жіночої ролі в драматичному серіалі                    | Корона     | Номінація | [ 31 ] |
| 2021 | Премія Гільдії кіноакторів         | Видатна гра ансамблю в драматичному серіалі                        | Корона     | Перемога  | [ 31 ] |
| 2021 | Прайм-тайм премії Еммі             | Найкраща актриса в драматичному серіалі                            | Корона     | Номінація | [ 32 ] |
| 2022 | Нагороди Лоуренса Олів'є           | Найкраща жіноча роль                                               | Анна Х     | Номінація | [ 33 ] |
| 2022 | Diva Awards                        | Актор року (квітень 2021 — березень 2022)                          | ТБ і театр | Номінація | [ 34 ] |